# 弗兰卡·卡佩塔
弗兰卡·卡佩塔（義大利語：Franca Capetta，1936年12月8日—2023年7月5日），意大利前女子射箭运动员。她曾代表意大利参加1976年和1980年夏季奥林匹克运动会射箭比赛，均未能获得奖牌。